# ماكس فيرست
ماكس فيرست (بالألمانية: Max Fürst)‏ هو كاتب ألماني، ولد في 2 يونيو 1905 في كونيغسبرغ في الإمبراطورية الروسية، وتوفي في 21 يونيو 1978 في شتوتغارت في ألمانيا.